# Metrorex
Metrorex is een Roemeens bedrijf dat verantwoordelijk is voor de exploitatie van de Metro van Boekarest. Medio-2006 zou Metrorex met STB (Societatea de Transport București), die verantwoordelijk is voor het oppervlaktevervoer van Boekarest, samengevoegd worden tot het Vervoersbedrijf van Metropool Boekarest, maar dit is voor onbepaalde tijd uitgesteld.
Oorspronkelijk waren de Roemeense spoorwegen (CFR) verantwoordelijk voor de exploitatie van de Boekarestse metro.